# Rwata
Rwata är ett vattendrag i Burundi.   Det ligger i provinsen Makamba, i den sydvästra delen av landet, 100 kilometer söder om huvudstaden Bujumbura.
Omgivningarna runt Rwata är en mosaik av jordbruksmark och naturlig växtlighet. Runt Rwata är det ganska tätbefolkat, med 214 invånare per kvadratkilometer.